# Nikolaj Bažukov
Nikolaj Serafimovič Bažukov (in russo Николай Серафимович Бажуков?; Troicko-Pečorsk, 23 luglio 1953) è un allenatore di sci nordico ed ex fondista russo.
Prima della dissoluzione dell'Unione Sovietica (1991) gareggiò per la nazionale sovietica.

## Carriera

### Carriera sciistica
Alle Olimpiadi ha conquistato tre medaglie, di cui due d'oro. Trionfò nella 15 km individuale ad Innsbruck 1976, dove fece anche parte della staffetta 4x10 km che giunse terza. Alle successive edizioni dei Giochi vinse l'oro nella staffetta 4x10 km.

### Carriera da allenatore
Dopo il ritiro lavorò come allenatore dei fondisti della nazionale russa.

## Palmarès

### Olimpiadi
- 3 medaglie:
  - 2 ori (15 km[1] a Innsbruck 1976 e staffetta[1] a Lake Placid 1980).
  - 1 bronzo (staffetta[1] a Innsbruck 1976).